# 德國航空稅

區域收費
區域1→12.88歐元
區域2→32.62歐元
其它地區→58.73歐元

德國航空稅是由德國政府向每位在德國使用飛機離境旅客所徵收的稅項，在2011年金融危机期間推出，目的僅僅是為了增加國庫收入。

## 收費標準
| 地區              | 2021年收費 |
| ----------------- | ---------- |
| 區域1             | 12.88歐元  |
| 區域2             | 32.62歐元  |
| 其它地區          | 58.73歐元  |
| 2歲以下不佔座小童 | 免費       |